# Aşağıdikme, Çaldıran
Aşağıdikme là một xã thuộc thành phố Çaldıran, tỉnh Van, Thổ Nhĩ Kỳ. Dân số thời điểm năm 2011 là 720 người.